# Hans Küng
Hans Küng (Sursee, Luzern kanton, 1928. március 19. – Tübingen, 2021. április 6.) svájci római katolikus pap, teológus, egyetemi tanár és szerző. A II. vatikáni zsinat fontos teológusa, a liberális katolicizmus egyik legszembetűnőbb képviselője, az egyház tradicionalista köreinek éles kritikusa.
Elutasította a pápai tévedhetetlenség doktrínáját. Noha eltiltották a katolikus teológia tanításától, papi működését nem vonták vissza. Tanszékét és az intézetét megtartotta (amelyet elválasztottak a katolikus kartól). 1960–1996 között a Tübingeni Egyetemen dolgozott az ökumenikus teológia professzoraként, és egyetemi tanárként szolgált. 1996 óta emeritus professzor volt.

## Élete
Filozófiai és teológiai tanulmányait Rómában, a Gergely Egyetemen (1948–1955), valamint Párizsban, a Sorbonne-on és az Institut Catholique-on (1955–57) végezte.
1960-tól alapvető teológiát, 1963-tól dogmatikát és ökumenikus teológiát adott elő a Tübingeni Egyetemen.
XXIII. János pápa 1962-ben a II. vatikáni zsinat teológusává nevezte ki.
Írásaiban számos ponton eltért a katolikus tanítástól, ezért a Hittani Kongregáció 1973-ban határozottan helyreigazította nézeteit, 1975-ben VI. Pál pápa utasítására figyelmeztetésben részesítették, és felszólították, hogy az egyház tévedhetetlenségéről, a katolikus tanítóhivatalról és a világi papságról vallott nézeteit többé ne hirdesse. Ezek mellett egyéb, például Krisztus feltámadásáról vagy Mária szüzességéről vallott nézeteit is téveseknek minősítették.
1979-ben az egyház megvonta a tanítási jogot az akkor már világhírű, rebellis teológustól, kitették a Tübingeni Egyetem katolikusteológiai fakultásáról, ám kollégái és hívei elérték, hogy megőrizze posztját, immáron függetlenedve, közvetlenül az egyetemi szenátus alá rendelve. Így megtartották professzorként és az Ökumenikus Kutatási Intézet igazgatójaként, amelyet az egyetem kifejezetten neki hozott létre.
Küng a Vatikánt egy diktatórikus államhoz hasonlította, és azzal vádolta a pápát, hogy filmcsillagokat, kommunistákat és ateistákat fogad, de kritikus katolikus teológusokkal nem szívesen találkozik és elhallgattatja azokat.
Számos díjat kapott, így például 1992-ben a közép-svájci kulturális díjat. A svájci alapítvány ezzel Küng egész teológiai munkásságát méltatta, erőfeszítéseit „az ökumenikus megértés szellemének terjesztéséért és a világvallások közötti dialógus előmozdításáért”.

## Művei
- Rechtfertigung. Die Lehre Karl Barths und eine katholische Besinnung. Mit einem Geleitbrief Karl Barths, Einsiedeln 1957
- Konzil und Wiedervereinigung, München, 1960
- Strukturen der Kirche, Freiburg im Breisgau, 1962
- Kirche im Konzil, Freiburg im Breisgau, 1963, Herder-Bücherei Bd. 140. Mit Nihil obstat. Rottenburg 8. Januar 1963
- Die Kirche. Herder, Freiburg im Breisgau, 1967
- Wahrhaftigkeit. Zur Zukunft der Kirche. Herder, Freiburg im Breisgau, 1968
- Unfehlbar? Eine Anfrage. Benziger, Zürich, 1970
- Menschwerdung Gottes. Eine Einführung in Hegels theologisches Denken als Prolegomena zu einer künftigen Christologie, Ökumenische Forschungen II. 1, Herder, Freiburg-Basel-Wien, 1970 (Taschenbuchausgabe Serie Piper 1049, München, 1989, mit neuem Vorwort)
- Christ sein. Piper, München, 1974
- Existiert Gott? Antwort auf die Gottesfrage der Neuzeit. Piper, München, 1978
- Ewiges Leben? Piper, München, 1982
- Christentum und Weltreligionen. Hinführung zum Dialog mit Islam, Hinduismus und Buddhismus. Piper, München, 1984
- Theologie im Aufbruch. Eine ökumenische Grundlegung. Piper, München, 1987
- Christentum und Chinesische Religion. Piper, München, 1988 (Mit Julia Ching)
- Projekt Weltethos. Piper, München, 1990 ISBN 3-492-03426-8, 10. Auflage, Juli 2006, ISBN 3-492-21659-5
- Das Judentum. Wesen und Geschichte. Piper, München, 1991
- Credo. Das apostolische Glaubensbekenntnis – Zeitgenossen erklärt. Piper, München, 1992
- Die Schweiz ohne Orientierung? Europäische Perspektiven. Zürich, 1992
- Das Christentum. Wesen und Geschichte. Piper, München, 1994, ISBN 3-492-03747-X (Erstauflage)
- Große christliche Denker. Piper, München, 1994, ISBN 3-492-03666-X
- Menschenwürdig sterben. Piper, München, 1995, ISBN 3-492-03791-7
- Weltethos für Weltpolitik und Weltwirtschaft. Piper, München, 1997, ISBN 3-492-03938-3
- Spurensuche. Die Weltreligionen auf dem Weg. Piper, München, 1999
- Die Frau im Christentum. 4. Auflage. Piper, München, 2001, ISBN 978-3-492-23327-9
- Erkämpfte Freiheit. Erinnerungen. 2. Auflage. Piper, München, 2002, ISBN 978-3-492-04444-8
- Wozu Weltethos? Religion und Ethik in Zeiten der Globalisierung. Im Gespräch mit Jürgen Hoeren. 2. Auflage. Herder, Freiburg im Breisgau, 2006, ISBN 978-3-451-05797-7
- Dokumentation zum Weltethos. Piper, München, 2002, ISBN 978-3-492-23489-4
- Der Anfang aller Dinge. Naturwissenschaft und Religion. Piper, München, 2005
- Weltethos christlich verstanden. Positionen – Erfahrungen – Impulse. (Mit Angela Rinn-Maurer) Herder, Freiburg im Breisgau, 2005, ISBN 978-3-451-28850-0
- Der Islam. Geschichte, Gegenwart, Zukunft. 4. Auflage. Piper, München, 2010, ISBN 978-3-492-24709-2
- Umstrittene Wahrheit. Erinnerungen. Piper, München, 2007, ISBN 978-3-492-05123-1
- Weltethos aus den Quellen des Judentums (mit Rabbiner Walter Homolka) Herder, Freiburg im Breisgau, 2008, ISBN 978-3-451-32115-3
- Was ich glaube. Piper, München, 2009, ISBN 978-3-492-05333-4
- Manifest Globales Wirtschaftsethos. Konsequenzen und Herausforderungen für die Weltwirtschaft. Manifesto Global Economic Ethic. Consequences and Challenges for Global Businesses. München: dtv, 2010, J. ISBN 978-3-423-34628-3
- Anständig wirtschaften – Warum Ökonomie Moral braucht. Piper, München, 2010, ISBN 978-3-492-05424-9
- Ist die Kirche noch zu retten? Piper, München, 2011, ISBN 978-3-492-05457-7
- Handbuch Weltethos. Eine Vision und ihre Umsetzung. Piper, München, Oktober 2012, ISBN 978-3-492-30059-9
- Was bleibt, Kerngedanken. München, 2013, ISBN 978-3492055796
- Erlebte Menschlichkeit. Erinnerungen. Piper, München, 2013, ISBN 978-3-492-05601-4
- Glücklich sterben? Hans Küng im Gespräch mit Anne Will. Piper, München, 2014, ISBN 978-3-492-05673-1
- Sieben Päpste. Wie ich sie erlebt habe. Piper, München, 2015, ISBN 978-3-492-05687-8

### Magyarul megjelent művei
- Ki a keresztény? 20 tétel a keresztény életről; ford. Bányai Geyza, Rimler Iván; Eola, Bécs, 1990
- Világvallások etikája; ford. Szabóné Révész Magda, Gaalné Révész Erika; Egyházfórum–Református Zsinati Iroda, Bp., 1994 (Egyházfórum könyvei)
- Credo / Hiszek. Az Apostoli Hitvallás magyarázata kortársaknak; sajtó alá rend. Veöreös Imre, ford. Tekus József; fordítói, Győr, 1997
- Világetosz. A Világvallások Parlamentjének nyilatkozata; szerk. Hans Küng, Karl-Josef Kuschel, bev. Máté-Tóth András, ford. Szabóné Révész Magda; Egyházfórum–Református Zsinati Iroda, Bp., 1997
- Hans Küng–Heinz Bechert: Párbeszéd a buddhizmusról; ford. Szabóné Révész Magda; Palatinus, Bp., 1997 (Kereszténység és világvallások)
- Hans Küng–Josef van Ess: Párbeszéd az iszlámról; ford. Szabóné Révész Magda; Palatinus, Bp., 1998 (Kereszténység és világvallások)
- Hans Küng–Heinrich von Stietencron: Párbeszéd a hinduizmusról; ford. Szabóné Révész Magda; Palatinus, Bp., 1999 (Kereszténység és világvallások)
- Hans Küng–Julia Ching: Párbeszéd a kínai vallásokról; ford. Mesés Péter; Palatinus, Bp., 2000 (Kereszténység és világvallások)
- Mi az egyház?; ford. Tekus Ottó; fordítói,  Győr, 2001
- Van örök élet?; ford. Rimler Iván; Európa, Bp., 2001
- A katolikus egyház rövid története; ford. Zalán Péter; Európa, Bp., 2005 (Áttekintések)
- Minden dolgok kezdete. Természettudomány és vallás; ford. Hankovszky Tamás; Kairosz, Bp., 2009 (Hit és tudomány)
- Jézus halálának értelmezései, fejezet a Christ sein c. könyvből, ford. Balogh Vilmos Szilárd, in: Mérleg (2021)